# Coppa Iberica (pallavolo femminile)
La Coppa Iberica è una competizione pallavolistica per squadre di club femminili afferenti alla federazione portoghese e spagnola, organizzata con cadenza annuale dalla FPV e della RFEVB.

## Edizioni
| Edizione      | Edizione         | Podio        | Podio            | Podio        |
| Anno          | Organizzatore    | Campione     | Seconda          | Terza        |
| ------------- | ---------------- | ------------ | ---------------- | ------------ |
| 2023 Dettagli | Viana do Castelo | JAV Olímpico | Sporting Lisbona | Haris        |
| 2024 Dettagli | Las Palmas       | Porto        | Benfica          | JAV Olímpico |

## Palmarès per club
| Squadra      | Titolo | Edizione |
| ------------ | ------ | -------- |
| JAV Olímpico | 1      | 2023     |
| Porto        | 1      | 2024     |

## Palmarès per nazioni
| Nazione    | Titolo |
| ---------- | ------ |
| Portogallo | 1      |
| Spagna     | 1      |